# Nottwil
Nottwil er en schweizisk by i Kanton Luzern i det nordlige Schweiz, med et indbyggertal (pr. 2020) på  3.857.
Trods byens størrelse, er den kendt for sit kvindehåndbold Spono Eagles, der spiller i den bedste række i Schweiz.